# Legatka (Urzuty)
Legatka – część wsi Urzuty w Polsce położona w województwie świętokrzyskim, w powiecie kazimierskim, w gminie Opatowiec.
W latach 1975–1998 Legatka należała administracyjnie do województwa kieleckiego.